# Tyler Kent
Tyler Kent (24 marzo 1911 – 20 novembre 1988) è stato un diplomatico statunitense e spia al servizio dei tedeschi.

## Biografia
Nato nel 1906 in Manciuria, entrò giovane nel settore diplomatico e nel 1939 venne assegnato alla ambasciata americana di Londra, retta in quel periodo da Joseph Kennedy: il suo incarico era quello di addetto all'ufficio cifra.
Entrato in contatto con tre agenti dell'Abwehr (di nome Williams, Wormack e Glanding), si mise al servizio dello spionaggio tedesco, anche su istigazione della baronessa Anna Wolkoff, bellissima figlia trentottenne di un ex-ammiraglio russo, di cui si era innamorato. Kent fu al servizio dei tedeschi dall'estate del 1939 alla primavera del 1940, passando durante questo periodo all'Abwehr copie di tutti i documenti circolanti nell'ambasciata americana.
Scoperto dal controspionaggio dopo una indagine sulla baronessa Wolkoff, fu tratto in arresto il 18 maggio 1940. Processato in luglio, fu condannato a sette anni di reclusione. Nel dicembre 1945 gli fu concessa la libertà.